# Lucina (mitologie)
În religia antică romană și mitologie, Lucina era zeița nașterilor și protectoarea femeilor aflate în chinurile facerii. Numele înseamnă în general „acea care aduce copiii la lumină” (din latinescul lux, lucis - „lumină”), dar poate fi derivat și din latinescul lucus („livadă”) după o livadă de arbori de lotus de pe dealul Esquilin, una din cele șapte coline ale Romei, asociat zeiței. Echivalentul grecesc al ei era Eileithyia.
Lucina era zeița principală dintr-un grup de zei care influențau aspecte ale nașterii și dezvoltării copiilor, printre care se aflau și Vagitanus, care deschidea gura copiilor pentru a plânge și Fabulinus, care permitea copiilor să spună primele cuvinte. Termenul colectiv al acestor zei era di nixi și tot ei aveau un altar comun pe Câmpul lui Marte. 
Asteroidul 146 Lucina și specia de ostracod dispărută Luprisca incuba sunt numite după zeiță.